# 黒滝橋
黒滝橋（くろたきばし）は、山形県西置賜郡白鷹町にある最上川に架かる橋。

## 概要
山形県道164号深山下山線が通る。1970年完成。橋の建設にあたり、1967年に発生した羽越水害の影響で、洪水の再来に備えようと当初の予定より橋を3メートル高くして整備した経緯がある。

## 橋の立地場所
黒滝橋の架かる場所はかつて米沢藩が領内の産物を舟に積んで酒田市に運ぶ際の難所だったという。上杉家御用商人だった西村久左衛門が藩の許しを得て、1693年に最上川の大改修工事を開始したという背景がある。また、黒滝橋付近から最上川の流域の幅が急に狭くなっている。ここは荒砥狭窄部の入り口に当たり、洪水の際はボトルネックとなってスムーズに流れず、上流は両側の堤防まで川幅が広がる。
黒滝橋の下流側にはつぶて石があり、橋からの眺めることができる。
2006年、国土交通省が橋付近に約4kmに及ぶ最上川フットパス「かわ物語・舟乗り気分」を整備した。

## 周辺
- 国道287号